# Platycerium bifurcatum
Platycerium bifurcatum hay ổ rồng là một loài thực vật có mạch trong họ Polypodiaceae. Loài này được (Cav.) C. Chr. miêu tả khoa học đầu tiên năm 1906.

## Hình ảnh

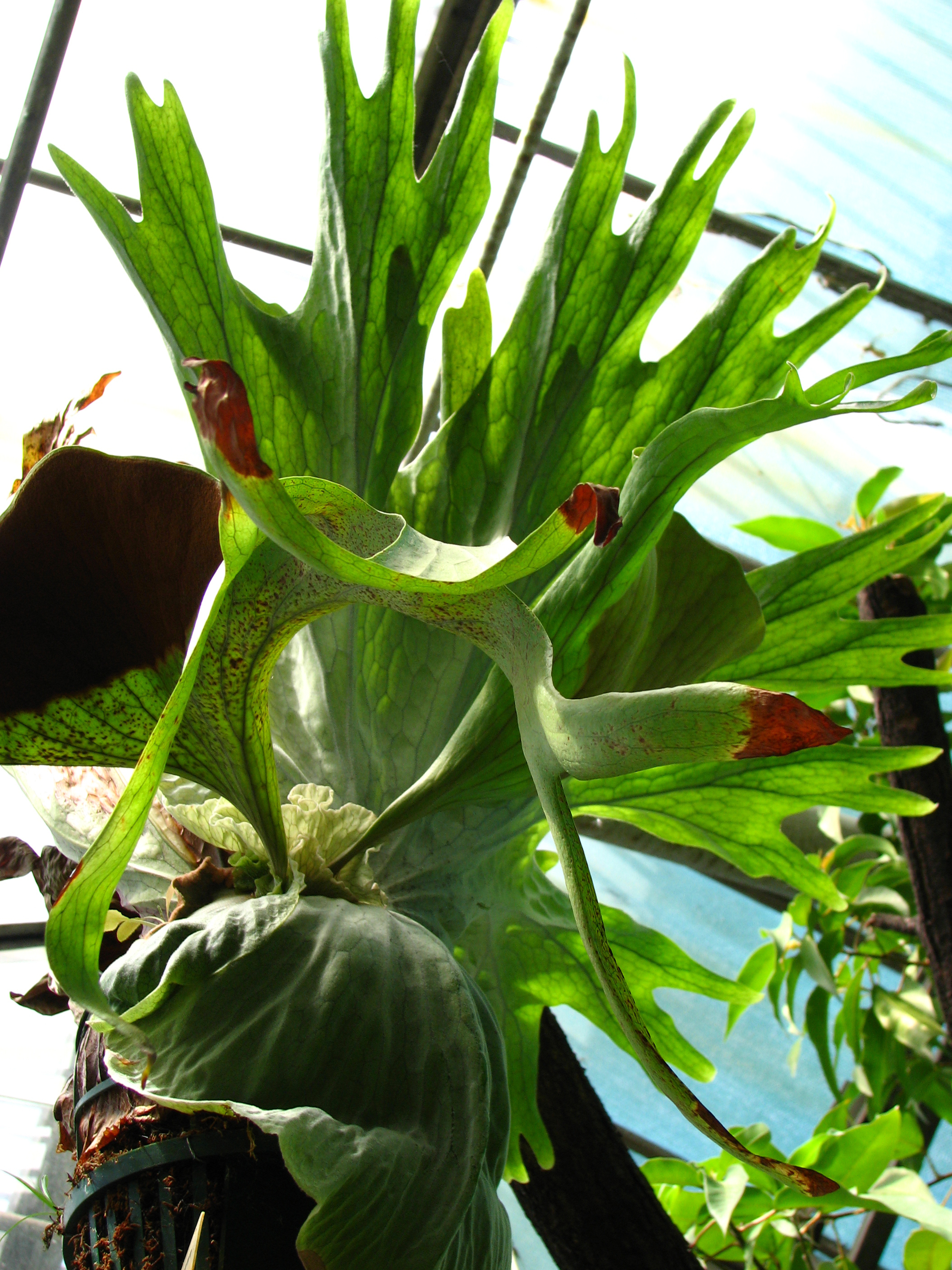
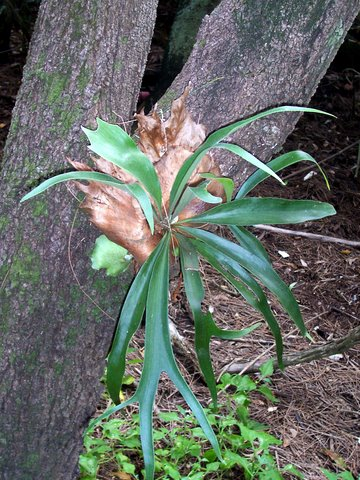
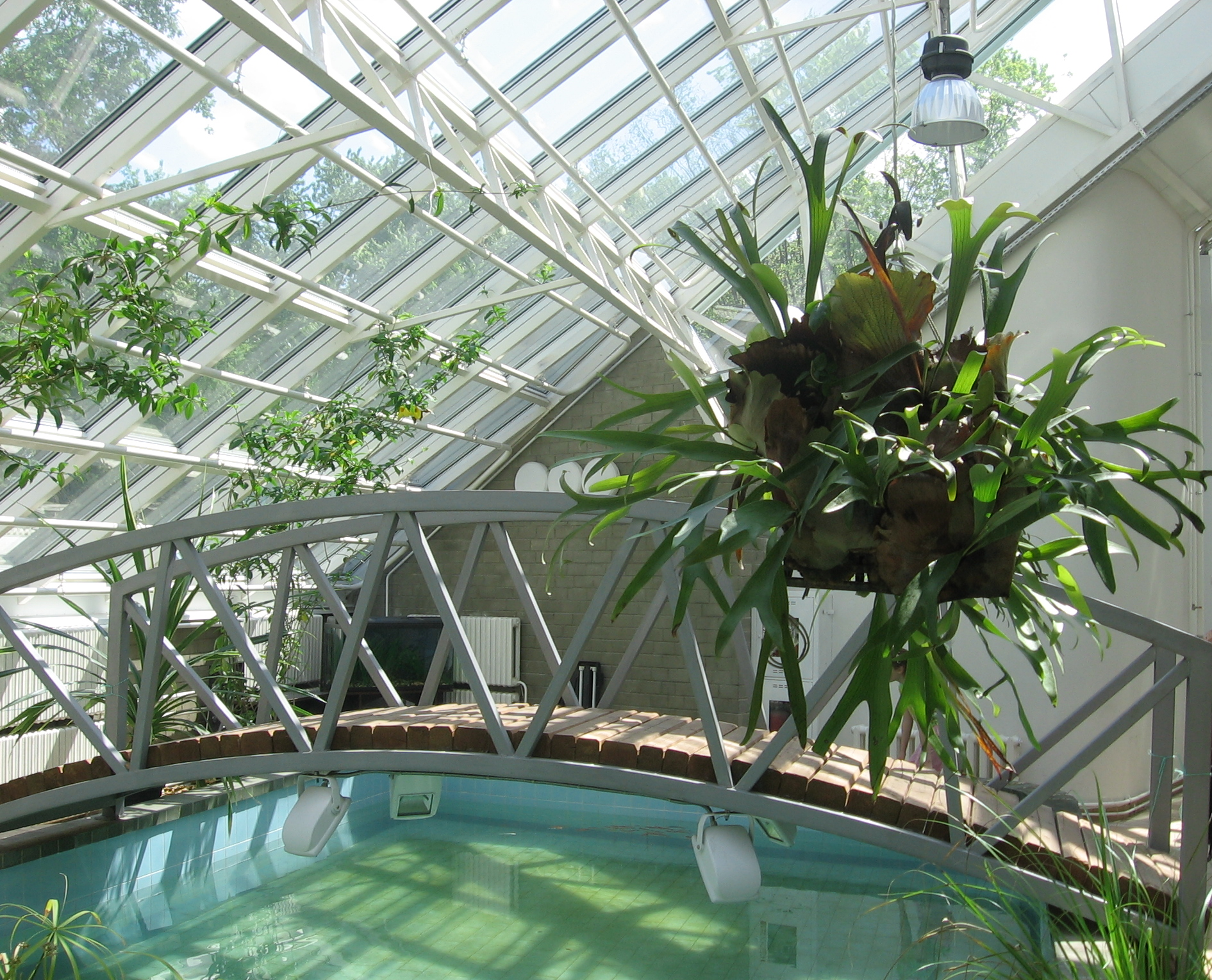
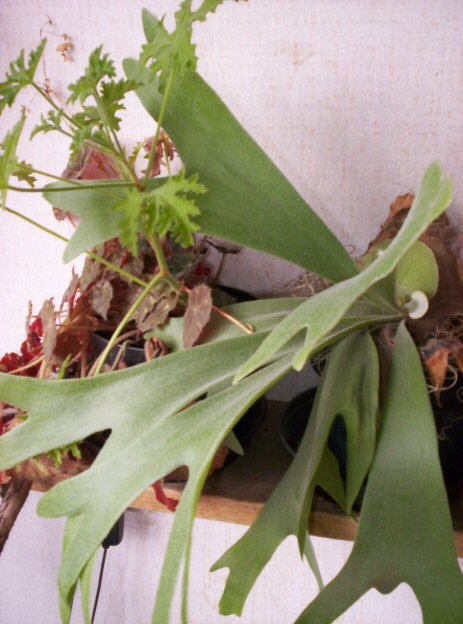
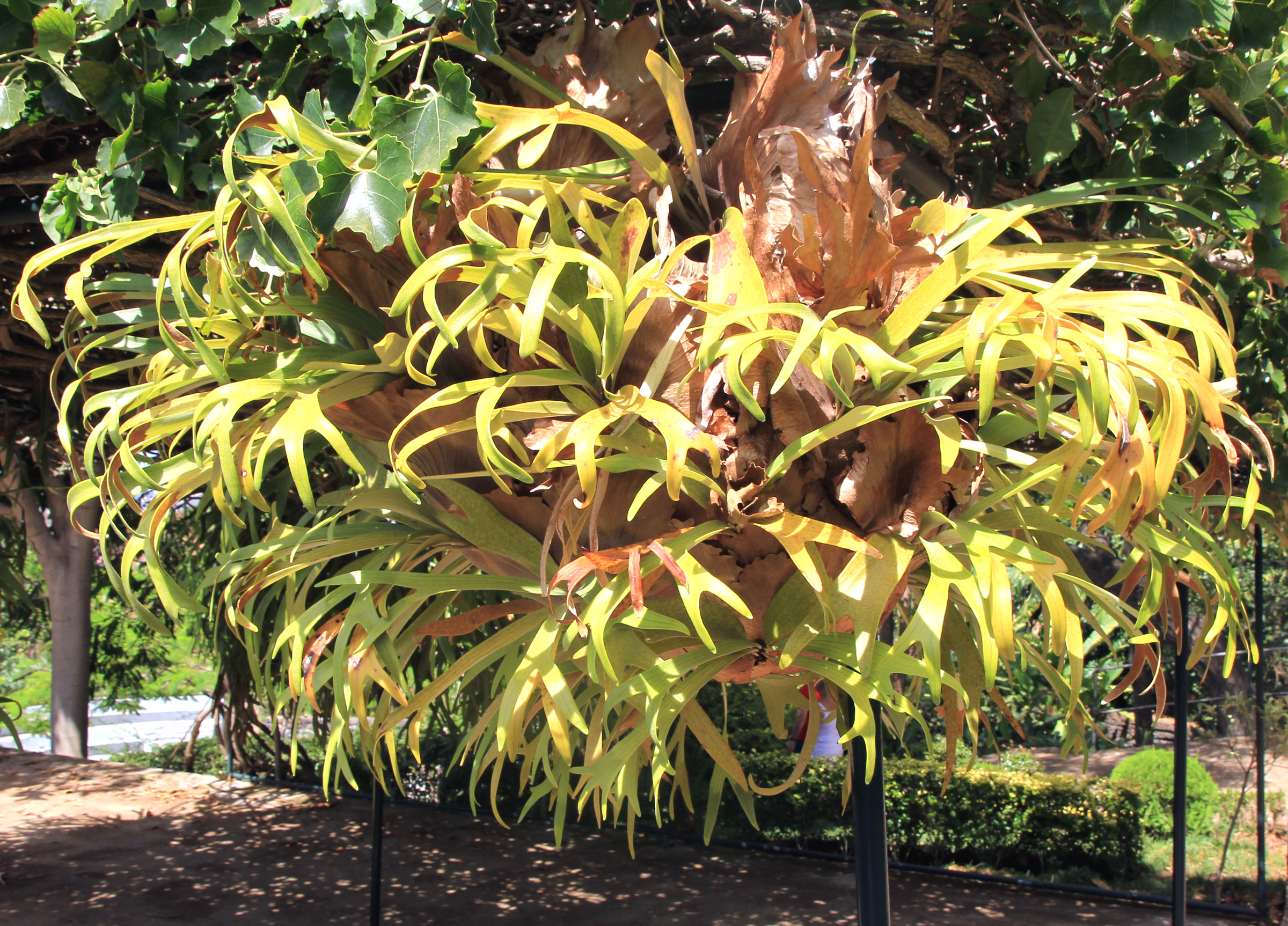